# Ibon de Sabocos
L'Ibon de Sabocos est un lac d'origine glaciaire situé dans la zone de Panticosa, Huesca (Espagne), à 1 905 mètres d'altitude, aux pieds du pic del Verde (2 295 m) et de la Peña Sabocos (2 757 m).

## Voies d'accès
On y accède par divers itinéraires, mais le plus direct est celui qui commence à partir des remonte-pentes de la station de ski de Panticosa, à 1 800 mètres d'altitude.